# Jan Gummert
Jan Gummert (* 1963 in Essen) ist ein deutscher Herzchirurg und Hochschullehrer. Er ist Ärztlicher Direktor des Herz- und Diabeteszentrum NRW, Bad Oeynhausen (Universitätsklinik der Ruhr-Universität Bochum), und Direktor der Klinik für Thorax- und Kardiovaskularchirurgie.

## Leben
Gummert studierte von 1982 bis 1988 Humanmedizin an den Universitäten Tübingen und Bonn. Nach der Promotion 1989 war er bis 1994 als Assistenzarzt in der Klinik für Herz-, Thorax- und Gefäßchirurgie der Universität Göttingen sowie bis 1996 in der Klinik für Herzchirurgie am Herzzentrum Leipzig tätig. Als Facharzt für Herzchirurgie erhielt er ein einjähriges Post-Doktoranden-Stipendium im Labor für Transplantationsimmunologie der Klinik für Herzchirurgie an der Stanford-Universität, USA. 1998 kehrte er als Oberarzt an das Herzzentrum Leipzig zurück, wo er 2002 die C3-Professur für Herzchirurgie der Universität Leipzig mit dem Schwerpunkt Thorakale Organtransplantation erhielt und bis 2005 Studiendekan der Medizinischen Fakultät war.
Von 2006 bis 2009 war Jan Gummert Direktor der Klinik für Herz- und Thoraxchirurgie der Friedrich-Schiller-Universität Jena. Seit Februar 2009 ist er Direktor der Klinik für Thorax- und Kardiovaskularchirurgie am Herz- und Diabeteszentrum Nordrhein-Westfalen, Bad Oeynhausen, Universitätsklinik der Ruhr-Universität Bochum. Er ist zugleich Ärztlicher Direktor des Gesamtklinikums.
Jan Gummert ist Mitglied nationaler und internationaler Fachgesellschaften der Herz-, Thorax-, Gefäßchirurgie und Transplantationsmedizin, Mitglied des Vorstands der Deutschen Herzstiftung. Seit 2009 ist er Mitglied der Akademie gemeinnütziger Wissenschaften zu Erfurt.